# Gravås
Gravås är en tidigare småort i Arvika kommun, belägen i Gunnarskogs distrikt (Gunnarskogs socken). 2015 ändrade SCB metoden för att ta fram småortsstatistik, varvid Gravås inte längre uppfyllde villkoren för att kvarstå som småort.